# With Love, J
With Love, J é o EP de estreia da cantora coreana-americana Jessica Jung. O EP consiste em duas versões. A versão em coreano foi lançada oficialmente em 16 de maio de 2016 e a versão em inglês foi lançada no dia 27 do mesmo mês pela Coridel Entertainment. O EP marca o retorno de Jessica no mundo da música, depois da sua saída do grupo sul-coreano Girls' Generation em setembro de 2014. As faixas "Fly" e "Love Me the Same" foram lançadas como singles respectivamente em 16 e 18 de maio de 2016.

## Antecedentes e Lançamento
Jessica originalmente assinou com SM Entertainment em 2000. Em 2007, ela foi escolhida como integrante do grupo Girls' Generation. Em 30 de setembro de 2014, Jessica anunciou em sua conta pessoal da Weibo que ela foi "forçada" a sair do grupo, que foi posteriormente confirmada pela própria gravadora. A última música que ela participou com Girls' Generation é "Divine", que foi lançada como parte do relançamento do seu primeiro álbum japonês de compilação, The Best. Em 6 de agosto de 2015, a S.M. Entertainment divulgou uma declaração oficial afirmando que Jessica havia deixado oficialmente a agência.
Em fevereiro de 2016, Jessica anunciou que seu primeiro álbum solo seria lançado sob sua nova agência, Coridel Entertainment. Em abril de 2016, os representantes anunciaram que ela lançaria seu primeiro álbum em maio. Em 30 de abril, a Coridel Entertainment revelou a lista de faixas que incluía a faixa-título "Fly" com o rapper americano Fabolous. Jessica escreveu e compôs quatro das seis faixas. O nome do EP foi revelado como sendo With Love, J.

## Lista de faixas
| N.º            | Título                  | Letras                    | Música                                                             | Arranjo                             | Duração |  |
| 1.             | "Fly (com Fabolous)"    | Jessica Jung              | Jessica Jung Fabolous Karriem Mack Eric Fernandez Tatiana Matthews | Karriem Mack Eric Fernandez Jay Kim | 4:12    |  |
| 2.             | "Big Mini World"        | Jay Kim Kim Eunsoo        | T-SK Jasmine Anderson BIG-F                                        | T-SK                                | 3:11    |  |
| 3.             | "Falling Crazy In Love" | Jessica Jung              | Henrik Nordenback Christian Fast Lisa Demond                       | Henrik Nordenback                   | 4:01    |  |
| 4.             | "Love Me the Same"      | Jessica Jung              | Jessica Jung Karien Mack Eric Fernandez Julien Cross               | Karriem Mack Fernandez Kim          | 3:24    |  |
| 5.             | "Golden Sky"            | Jessica Jung              | Jessica Jung Karriem Mack Tatiana Matthews Liana Banks             | Karriem Mack Jay Kim                | 3:15    |  |
| 6.             | "Dear Diary"            | Jay Kim D.EAR Joo Dongjun | D.EAR                                                              | D.EAR                               | 3:19    |  |
| Duração total: | Duração total:          | Duração total:            | Duração total:                                                     | Duração total:                      | 21:22   |  |

Nota: a versão em inglês do EP não inclui a faixa 6 "Dear Diary".

## Charts
| Chart (2016)                      | Peak position |
| --------------------------------- | ------------- |
| Japanese Albums (Oricon)          | 34            |
| South Korean Albums (Gaon)        | 1             |
| US Heatseekers Albums (Billboard) | 16            |
| US World Albums (Billboard)       | 4             |

### Tabelas mensais
| Chart (2016)               | Peak position |
| -------------------------- | ------------- |
| South Korean Albums (Gaon) | 3             |

### Tabelas final de ano
| Chart (2016)       | Position |
| ------------------ | -------- |
| South Korea (Gaon) | 33       |

## Histórico de lançamento
| Região        | Data               | Edição           | Formato              | Gravadora                            |
| ------------- | ------------------ | ---------------- | -------------------- | ------------------------------------ |
| Coreia do Sul | 16 de maio de 2016 | Versão coreana   | CD, digital download | Coridel Entertainment, Interpark INT |
| Worldwide     | 16 de maio de 2016 | Versão coreana   | Digital download     | Coridel Entertainment, Interpark INT |
| Worldwide     | 27 de maio de 2016 | Versão em inglês | Digital download     | Coridel Entertainment                |